# 广东南海农村商业银行
广东南海农村商业银行股份有限公司简称南海农商行，是佛山市的一家农村商业银行，主要服务于南海区。其原为始创于1952年的南海农村信用合作联社，2011年12月23日改制成为银行。是广东省农村信用社联合社成员
至2023年12月末，南海农商银行设有225家营业网点，其中在三水区和禅城区设有2家支行和3家分理处，其余均位于南海区。

## 历史

### 农村信用社时期
南海区（包括前身南海县，南海市）的农村信用社始创于1952年9月,当年县内第一个农村信用合作社在平洲三山乡（现属桂城街道）建立。并在1956年实现全县内覆盖。
1965年首次创立县级联社（1968年11月废除）。1975年再复设南海县农村信用社联合社。农业银行复设之后县联社归其南海县支行指导管理。
1992年，因南海撤县改市，更名为南海市农村信用社联合社。
1996年12月31日，南海市农村信用社及其市联社与农行南海市支行正式脱离行政隶属关系，开始自主经营。
1999年10月8日，按照南海市市府的安排，接管南海市内的南海城市信用社、城市城区信用社、大沥城市信用社。
2007年1月，成立区一级法人的佛山市南海区农村信用合作社联社。
2008年12月，成功兑付11.91亿元央行专项票据以补充资本。

### 农村商业银行时期
2011年11月24日，南海农商行召开创立大会及第一次股东大会。同年12月23日，南海农村商业银行正式成立。
2019年6月和2024年6月29日，两度公开披露了IPO招股说明书，计划在深圳证券交易所主板上市，目前仍在审批中。
2020年6月，开始发行信用卡，是广东省内第六家发行信用卡的农村商业银行。